# حادث تحطم طائرة كارافيل لشركة أيروفياس غواتيمالا عام 1986
حادث تحطم طائرة كارافيل لشركة أيروفياس غواتيمالا عام 1986 هو حادث جوي مأساوي وقع في 18 يناير 1986، عندما تحطمت طائرة سود أفييشن SE-210 كارافيل التابعة لشركة أيروفياس غواتيمالا أثناء اقترابها من مطار سانتا إيلينا في فلوريس، غواتيمالا، عقب رحلة قصيرة انطلقت من مطار لا أورورا الدولي في مدينة غواتيمالا. أسفر الحادث عن مقتل جميع الركاب وأفراد الطاقم البالغ عددهم 93 شخصًا، مما يجعله أسوأ كارثة جوية في تاريخ غواتيمالا من حيث عدد الضحايا.

## الطائرة
كانت الطائرة المعنية من طراز سود أفييشن SE-210 كارافيل، وصُنعت عام 1960. جرى تحديثها إلى إصدار محسّن في عام 1962. اشترتها شركة الطيران الإكوادورية سايتا عام 1975، واستأجرتها شركة أيروفيستا في غواتيمالا عام 1985 لتلبية الزيادة المتزايدة في أعداد السياح الوافدين إلى البلاد.

## الحادث
كانت هذه الرحلة التي تستغرق 40 دقيقة تنقل سياحًا غواتيماليين وأجانب من مدينة غواتيمالا إلى مطار سانتا إيلينا في فلوريس، التي تبعد نحو 270 كيلومترًا شمال شرق العاصمة. وتُعد فلوريس نقطة انطلاق شائعة لزيارة مدينة تيكال، إحدى مدن حضارة المايا القديمة. أقلعت الطائرة صباح السبت عند الساعة 7:25 بالتوقيت المحلي من مطار لا أورورا الدولي في مدينة غواتيمالا وعلى متنها 87 راكبًا و6 من أفراد الطاقم.
وبعد حوالي 30 دقيقة من الإقلاع، مُنحت الطائرة الإذن بالهبوط في مطار سانتا إيلينا. إلا أن المحاولة الأولى للهبوط كانت على ارتفاع عالٍ جدًا، فتجاوزت الطائرة المدرج دون أن تهبط. وأثناء المحاولة الثانية، تحطمت الطائرة واندلعت فيها النيران على بُعد نحو 8 كيلومترات من المطار.
جرى آخر تواصل بين برج المراقبة وطاقم الطائرة عند الساعة 7:58 صباحًا، أي بعد 33 دقيقة من بدء الرحلة، ولم يرد أي بلاغ عن وجود أعطال أو مشاكل. أسفر الحادث عن مقتل جميع من كانوا على متن الطائرة، وعددهم 93 شخصًا: 87 راكبًا و6 من أفراد الطاقم.وقد دُمِّرت الطائرة بالكامل جراء الحادث.

## السبب
لم يتمكن التحقيق الذي أُجري في الحادث من تحديد السبب الدقيق للتحطم. ويُرجّح أن الغيوم المنخفضة قد تسببت في فقدان الطيارين لتوازنهم المكاني،مما أدى إلى ارتطام الطائرة بالأرض.

## ركاب بارزون
لقي وزير الخارجية الفنزويلي السابق، أريستيدس كالفاني، مصرعه في الحادث، إلى جانب زوجته وابنتيه.